# Powstrzymać przemoc
Powstrzymać przemoc (ang. Fighting the Odds: The Marilyn Gambrell Story) – fabularny film z 2005 roku produkcji amerykańskiej w reżyserii Andy Wolk. W Polsce film pokazany był 29 listopada 2006 w TVP1.

## Opis fabuły
Jest to film oparty na autentycznych wydarzeniach. Marilyn Gambrell wraz z kolegą wprowadzają do szkoły program edukacyjny dla trudnej młodzież zamieszkującej przedmieścia. Marilyn od lat jest kuratorem nieletnich uświadamia sobie, że dzieci osób skazanych także popadają w konflikt z prawem więc postanawia im pomóc zostając ich terapeutką. Początkowo uczniowie odnoszą się do niej z wrogością. Wiara we własne siły, poświęcenie i przekonanie o potencjale wychowanków mają stać się szansą na ich uczciwe życie.

## Obsada
- Jami Gertz	- Marilyn Gambrell
- Ernie Hudson – Perry Beasley
- Eugene Clark – Reginald Spivey
- Stacy Meadows – Cody
- Sicily – Lisa Jones
- Trent Cameron – Jamal
- Edwin Hodge – Darnell
- Zak Santiago – Ed Rivera
- Regine Nehy – Valerie
- Michasha Armstrong – Frank, ojczym Jamala
- James Baker – Cop
- Ron Carothers – Ojciec Jamala
- Kaya Coleman – Mały chłopak
- Jorge Vargas – Miguel
- Pamela Crawford – babka
- Andrea D'Amours – Waitress
- Skerivet Daramola – Defense Attorney
- Joyce Doolittle – Judge
- Karen Glave – Annette Huges
- Stephen Hair – District Attorney
- Adrian Holmes – Lawrence, ojciec Lisy
- Karen Holness – Alice Craig
- Shaun Johnston – Pan Pettit
- Joyce Kim – Chrissie
- Terry King – Prison Warden
- Tim Koetting – Pan Lazar
- Jamie Lewis – Sean
- Terrance Morris – Klawisz 1
- Celine Nyange – Młoda, czarna dziewczyna
- Pamela Parker – Matka Jamala
- Alejandro Rae – Jose
- Klodyne Rodney – Matka Valeri
- Pedro Saenz – Pedro
- Ron Selmour – Ronald, ojczym Valeri
- Tefari Thompson – Street Guy
- Lucia Walters – Janelle, matka Lisy
- Keith White – Neighbor
- Robert 'Moses' White – Tattooed Prisoner
- Gerrick Winston – Klawisz 2
- Marilyn Gambrell – Pani Carter, nauczycielka
- Michael-Ann Connor – Venus
- Nicole Mauffrey – Selina

## Soundtracki
"Soar"
- wykonanie: Christina Aguilera
- tekst napisali: Christina Aguilera, Rob Hoffman i Heather Holley